# ファレヌイ・ハウェラ
ファレヌイ・ハウェラ（Wharenui Hawera、1993年5月22日 - ）は、プロD2、USモントーバンに所属するラグビー選手。

## プロフィール
- ニュージーランド・ハミルトン出身。
- ポジションはスタンドオフ(SO)。
- 身長 181cm、体重 91kg
- ニックネームはFuts。

## 略歴
セントピーターズ高校、ワイカト大学、ワイカト、サウスランド、キャンベラ・ヴァイキングズ、ブランビーズを経て、2019年、クボタスピアーズに加入。
2021年、USモントーバンに加入。